# North Carlton (Lincolnshire)
North Carlton est une paroisse civile et un village du Lincolnshire, en Angleterre.